# پوماره پنجم
پوماره پنجم (زاده ۳ نوامبر ۱۸۳۹ –درگذشته ۱۲ ژوئن ۱۹۸۱) از دودمان پوماره و آخرین پادشاه تاهیتی بود که از سال ۱۸۷۷ تا زمان کناره‌گیری اجباری از پادشاهی سال ۱۸۸۰ سلطنت کرد. وی پسر ملکه پوماره چهارم بود. 

## زندگی‌نامه
وی با نام او تریی تاریئا ته-را-تانه 
(به تاهیتیایی: Teriii Tari'a Te-rā-tane))، به دنیا آمد، با مرگ برادر بزرگترش در ۱۳ مه ۱۸۵۵ وارث بلافصل و ولیعهد 
(به تاهیتیایی: Ari'i-aue) پادشاهی تاهیتی شد، او با مرگ مادرش در ۱۷ سپتامبر ۱۷۸۸ پادشاه تاهیتی شد. تاجگذاری او در ۲۴ سپتامبر ۱۸۷۷ درپاپت به انجام رسید.
پوماره پنجم دارای یک پسر و دو دختر بود.
در ۲۹ ژوئن ۱۸۸۰، او حاکمیت تاهیتی و وقلمروهای وابسته آن را به دولت فرانسه واگذار نمود، پس از آن توسط دولت فرانسه به او بعضی امتیازات و مستمری مادام العمر۱۲٬۰۰۰ فرانک در سال و همچنین نشان‌های لژیون دونور و لیاقت کشاورزی از رده افسر را اعطا نمود.

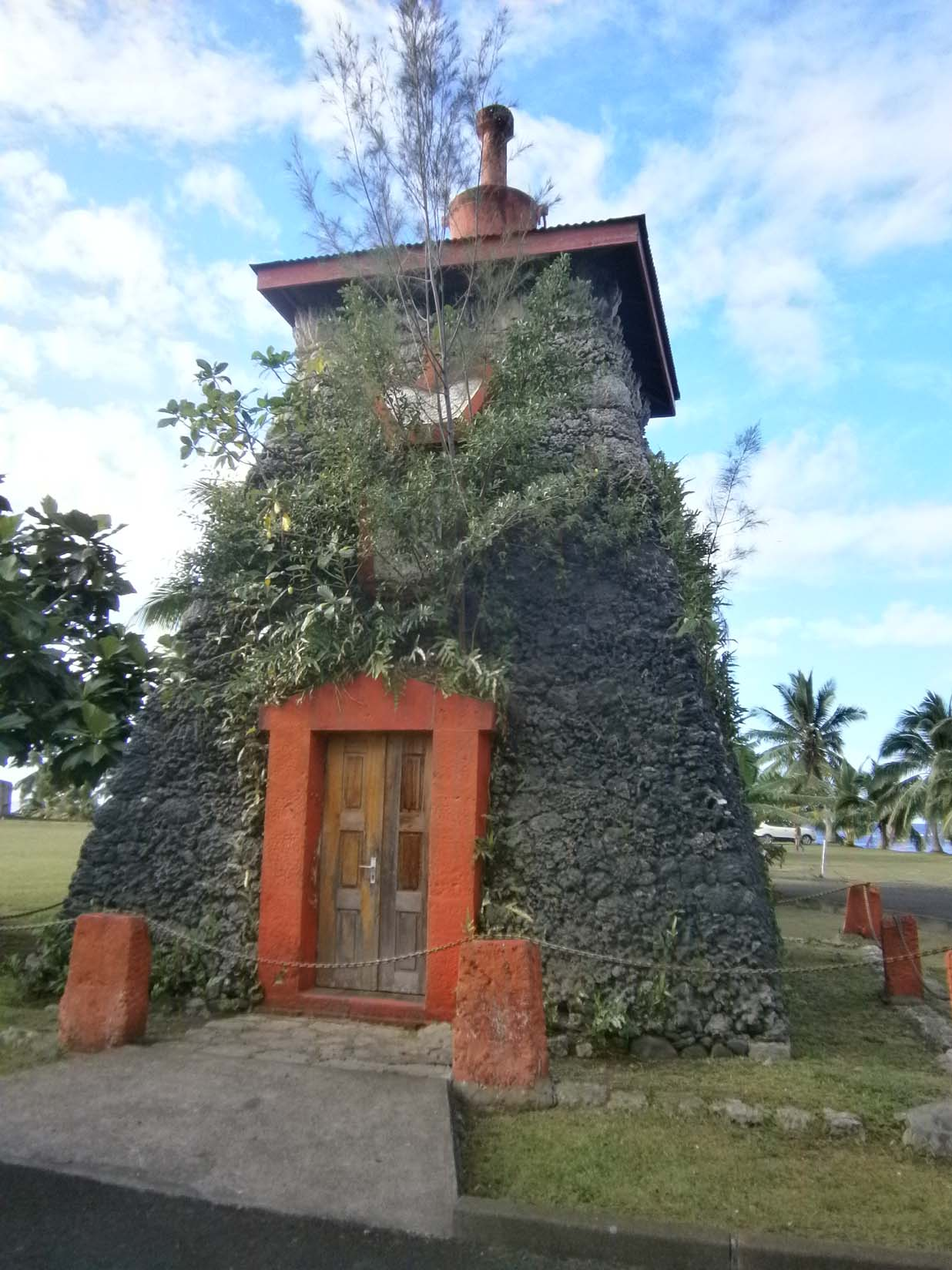
آرامگاه پوماره پنجم درآرو

وی در کاخ سلطنتی، در پاپِه ته به درود حیات گفته و در مقبره پادشاه، در
آرو به خاک سپرده شد.

## نشان‌ها و افتخارات

### نشان‌ها و افتخارات فرانسوی
- لژیون دونور رده افسر(09/11/1880).[۵]
- نشان لیاقت کشاورزی رده افسر(09/11/1880).[۶]